# Диел, Дейл
Дейл А. Ди́ел (англ. Dale A. Dalziel; род. 1938, Виннипег) — канадский, затем американский кёрлингист.
Родился и вырос в Канаде, в 19 лет участвовал в чемпионате Канады по кёрлингу среди мужчин 1958 в составе команды провинции Британская Колумбия, заняли четвёртое место. В 1959 переехал в США.
В составе мужской сборной США бронзовый призёр чемпионата мира 1971. Чемпион США среди мужчин.
Играл на позиции четвёртого, был скипом команды.

## Достижения
- Чемпионат мира по кёрлингу среди мужчин: бронза (1971).
- Чемпионат США по кёрлингу среди мужчин: золото (1971).

## Команды
| Сезон   | Четвёртый    | Третий         | Второй        | Первый        | Турниры             |
| ------- | ------------ | -------------- | ------------- | ------------- | ------------------- |
| Канада  |              |                |               |               |                     |
| 1957—58 | Tony Gutoski | Bill Dunstan   | Gary Leibel   | Дейл Диел     | ЧК 1958 (4 место)   |
| США     |              |                |               |               |                     |
| 1970—71 | Дейл Диел    | Деннис Мелланд | Кларк Сэмпсон | Родни Мелланд | ЧСША 1971 · ЧМ 1971 |

(скипы выделены полужирным шрифтом)